# Hæstrup Møllebæk
Hæstrup Møllebæk är ett litet vattendrag i Danmark. Hæstrup Møllebæk ligger på ön Vendsyssel-Thy i Region Nordjylland. Bäcken rinner från Hæstrup och mynner ut i Liver å som i sin tur mynnar ut i Nordsjön söder om Hirtshals.